# E-sports nos Jogos Pan-Americanos de 2023
As competições de E-sports nos Jogos Pan-Americanos de 2023 - oficialmente Pan American Esports Championships - foram apenas um evento de demonstração, ou seja, as disputas não foram contabilizadas no quadro oficial de medalhas. Segundo a organização dos Jogos Pan-Americanos, o evento teve duas modalidades - eFootball 2023 e DotA 2 - foi todo organizado pela Global Esports Federation e foi realizado dentro de uma fan fest no Estádio Nacional de Chile.

## Medalhistas
| Evento                            | Ouro                     | Prata              | Bronze |
| --------------------------------- | ------------------------ | ------------------ | ------ |
| eFootball 2023 Categoria Aberta   | MEX Celic Hernández      | BRA Henriquinho    |        |
| eFootball 2023 Categoria Feminino | BRA Monik Correa Bissoni | ARG María Giunta   |        |
| DotA 2 Categoria Aberta           |                          |                    |        |
| DotA 2 Categoria Feminino         | PER Time Peru            | ARG Time Argentina | CHI    |